# روبن راموس مارتينيز
روبن راموس مارتينيز (بالإسبانية: Rubén Ramos Martínez)‏ (من مواليد 31 يناير 1989 في ليغانيس، مدريد) هو لاعب كرة قدم محترف إسباني.

## وصلات خارجية
- روبن راموس مارتينيز على موقع قاعدة بيانات كرة القدم.إي يو (الإنجليزية)
- روبن راموس مارتينيز على موقع Soccerway.com (الإنجليزية)
- روبن راموس مارتينيز على موقع AS.com (الإسبانية)

- BDFutbol profile
- Futbolme profile (بالإسبانية)
- Soccerway profile